# Philipp Nawrath
Philipp Nawrath (* 13. Februar 1993 in Füssen) ist ein deutscher Biathlet. Er debütierte 2017 im Weltcup und feierte dort 2023 seinen ersten Sieg in einem Einzelrennen. 2022 nahm er an den Olympischen Winterspielen in Peking teil.

## Karriere

### Anfänge und erste Einsätze im IBU-Cup und im Weltcup (bis 2018)
Philipp Nawrath wuchs in Nesselwang im Ostallgäu auf. Er begann Mitte der 2000er-Jahre mit dem Biathlon beim örtlichen Skiverein. Als einen Grund für sein Interesse an der Sportart nannte er später die Erfolge des ebenfalls aus Nesselwang stammenden Olympiasiegers von 2006 Michael Greis. Nach dem Realschulabschluss 2011 trat Nawrath zunächst dem Skizug Mittenwald der Bundeswehr bei. Später absolvierte er parallel zu seiner Laufbahn als Spitzensportler eine duale Ausbildung bei der Polizei Bayern, die er 2019 abschloss. 2013 zog Nawrath nach Ruhpolding, wo er am Biathlonstützpunkt in den folgenden Jahren unter anderem gemeinsam mit den A-Kader-Athleten Andreas Birnbacher und Simon Schempp trainierte.
Bei den Juniorenweltmeisterschaften 2014 in Presque Isle erreichte Nawrath zwei Top-Ten-Ergebnisse im Sprint und im Einzel. Zudem gewann er die Goldmedaille mit der Staffel an der Seite von Roman Rees, Alexander Ketzer und Matthias Dorfer. In den Saisons 2014/15 sowie 2016/17 erhielt er mehrere Einsätze im IBU-Cup. Dort stand er mit einem dritten Platz im Sprint in Obertilliach im Dezember 2016 zum ersten Mal auf dem Podest. Bei den Europameisterschaften 2017 in Duszniki-Zdrój gelangen Nawrath zwei Top-Ten-Platzierungen, eine davon in der Mixed-Staffel. Nach den Europameisterschaften gab er sein Weltcupdebüt im finnischen Kontiolahti und erzielte in seinem ersten Rennen mit einem 34. Platz seine ersten Weltcuppunkte. Ende 2017 erhielt er weitere Einsätze im Weltcup, bei denen er als bestes Ergebnis Rang neun im Sprint von Hochfilzen belegte, sich aber nicht dauerhaft in der ersten deutschen Mannschaft etablieren konnte.

### Aufstieg in die erste Mannschaft (seit 2018)

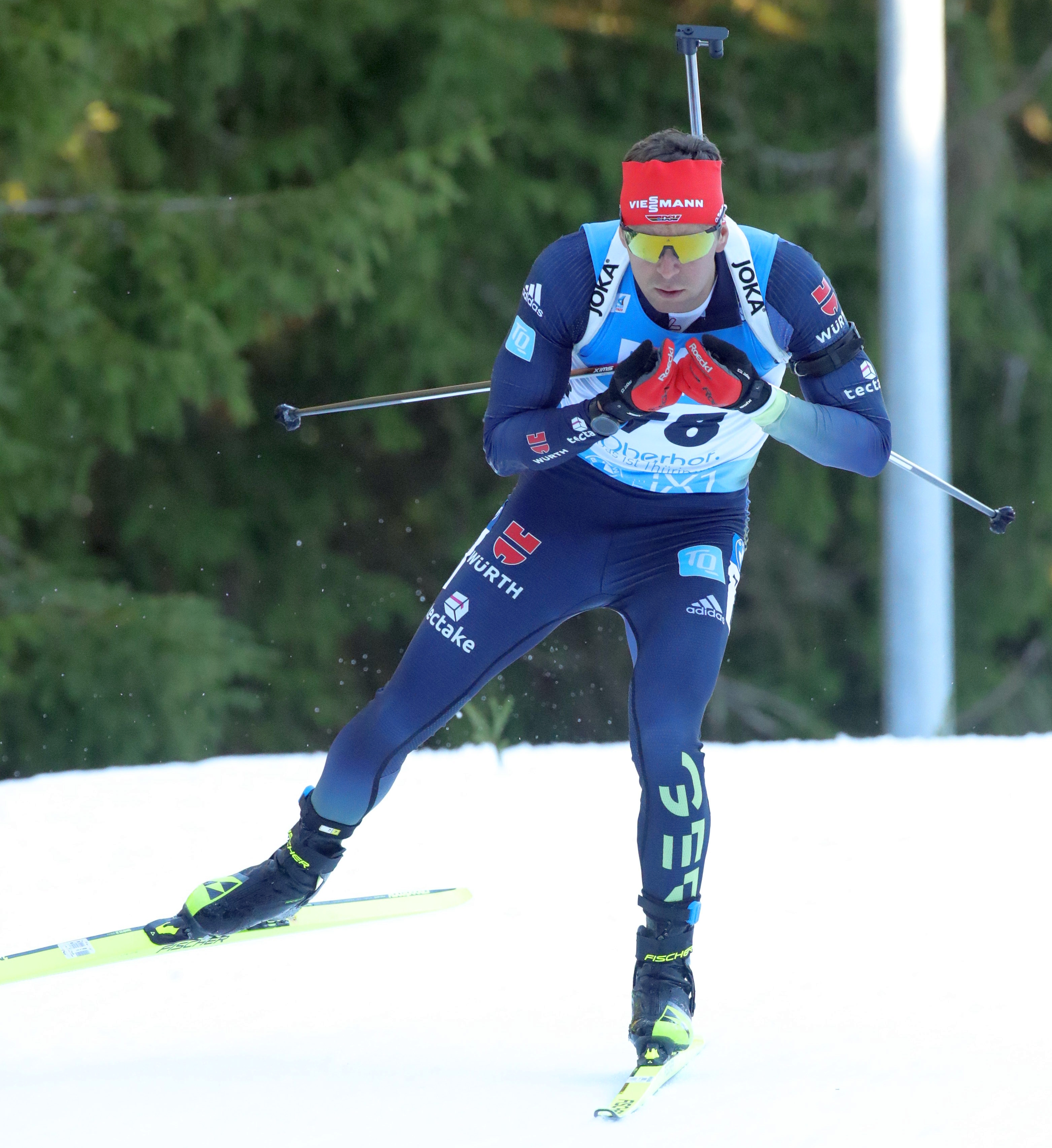
Nawrath bei den Weltmeisterschaften 2023 in Oberhof

In den späten 2010er-Jahren gehörte Nawrath – neben Teamkollegen wie Philipp Horn und Johannes Kühn – zu den deutschen Biathleten, die hinter dem Spitzenquartett Benedikt Doll, Erik Lesser, Arnd Peiffer und Simon Schempp als Nachwuchs galten, obwohl sie das Juniorenalter schon deutlich überschritten hatten. Ab dem Frühjahr 2019 war er mit Perspektivkaderstatus Teil der neunköpfigen Lehrgangsgruppe 1a des Deutschen Skiverbandes. Nawrath wechselte in dieser Zeit zwischen IBU-Cup und Weltcup, wo er vereinzelt weitere Top-Ten-Ergebnisse erreichte, darunter einen vierten Rang im 20-Kilometer-Einzelrennen auf der Pokljuka im Januar 2020 nach einem fehlerfreien Schießen. Er gehörte zum deutschen Aufgebot bei den Weltmeisterschaften 2019 und 2020.
In der Vorbereitung auf die Saison 2020/21 unterzog sich Nawrath zwei Leistenoperationen. Im IBU-Cup entschied er zwischen Januar und März 2021 zwei Sprintrennen und eine Verfolgung für sich und hatte am Saisonende in der Gesamtwertung der Serie als Zweiter sechs Punkte Rückstand auf den Sieger Filip Fjeld Andersen. Zudem feierte er im März 2021 in Nové Město na Moravě als Schlussläufer der deutschen Weltcupstaffel zusammen mit Erik Lesser, Benedikt Doll und Arnd Peiffer seinen ersten Weltcupsieg.
2021/22 war Nawrath fester Bestandteil der Weltcupmannschaft. Er erreichte fünf Top-Ten-Ergebnisse in Einzelrennen und belegte am Saisonende den 18. Rang im Gesamtklassement. Mit Laufzeiten, die im Schnitt drei Prozent schneller waren als der Schnitt des Feldes, war er der schnellste Läufer im deutschen Team, während er im Stehendschießen mit einer durchschnittlichen Trefferquote von 72 Prozent zu den schwächeren Athleten zählte. Bei den Olympischen Winterspielen 2022 in Peking schoss Nawrath in der Staffel im abschließenden Stehendschießen die einzige deutsche Strafrunde und belegte am Ende zusammen mit Erik Lesser, Roman Rees und Benedikt Doll den vierten Rang. Sein bestes olympisches Einzelergebnis erzielte er als 19. in der Verfolgung.
Im Winter 2022/23 gewann Nawrath die Bronzemedaille im Sprint bei den Europameisterschaften in Lenzerheide und erhielt in der Folge einen Startplatz im sechsköpfigen deutschen WM-Team für die Titelkämpfe in Oberhof. Dort belegte er im 20-Kilometer-Einzelrennen den neunten Platz und lief zusammen mit Sophia Schneider in der Single-Mixed-Staffel auf Rang sieben. Nach einem Bänderriss und Mittelfußbruch im Frühjahr 2023 wurde er wenige Monate später deutscher Meister im 15-Kilometer-Einzelrennen auf Skirollern vor Matthias Dorfer und Benedikt Doll. Im Dezember 2023 feierte Nawrath beim Sprint in Östersund seinen ersten Weltcupsieg, stand bei zwei weiteren Einzelrennen auf dem Podest und führte vorübergehend den Gesamtweltcup an. Als einen Grund für seinen Erfolg machten Beobachter Nawraths Kraft im Oberkörper aus, die ihm angesichts des neuen Verbotes von Fluor-Wachsen besonders zupassgekommen sei. Außerdem habe er sein Stehendschießen – vor allem die Schießgeschwindigkeit – unter Anleitung des neuen Bundestrainers Uroš Velepec verbessert. Am Ende des Winters belegte Nawrath den 15. Platz im Gesamtklassement des Weltcups.

## Statistiken
| Nr. | Datum        | Ort       | Disziplin |
| --- | ------------ | --------- | --------- |
| 1.  | 2. Dez. 2023 | Östersund | Sprint    |

| Nr. | Datum        | Ort                  | Disziplin            |
| --- | ------------ | -------------------- | -------------------- |
| 1.  | 5. März 2021 | Nové Město na Moravě | Staffel (4×7,5 km) 1 |

### Weltcupplatzierungen
Die Tabelle zeigt alle Platzierungen (je nach Austragungsjahr einschließlich Olympische Spiele und Weltmeisterschaften).
- 1.–3. Platz: Anzahl der Podiumsplatzierungen
- Top 10: Anzahl der Platzierungen unter den ersten zehn (einschließlich Podium)
- Punkteränge: Anzahl der Platzierungen innerhalb der Punkteränge (einschließlich Podium und Top 10)
- Starts: Anzahl gelaufener Rennen in der jeweiligen Disziplin
- Staffel: inklusive Mixed- und Single-Mixed-Staffeln

| Platzierung               | Einzel | Sprint | Verfolgung | Massenstart | Staffel | Gesamt |
| ------------------------- | ------ | ------ | ---------- | ----------- | ------- | ------ |
| 1. Platz                  |        | 1      |            |             | 1       | 2      |
| 2. Platz                  |        |        | 1          |             | 3       | 4      |
| 3. Platz                  |        | 1      |            |             | 4       | 5      |
| Top 10                    | 2      | 9      | 1          | 3           | 16      | 31     |
| Punkteränge               | 7      | 27     | 24         | 12          | 16      | 86     |
| Starts                    | 11     | 34     | 31         | 12          | 16      | 104    |
| Stand: Saisonende 2023/24 |        |        |            |             |         |        |

### Olympische Winterspiele
Ergebnisse bei Olympischen Winterspielen:
|                                        | Einzelwettbewerbe | Einzelwettbewerbe | Einzelwettbewerbe | Einzelwettbewerbe | Staffelwettbewerbe | Staffelwettbewerbe |
| Sprint                                 | Verfolgung        | Einzel            | Massenstart       | Männerstaffel     | Mixed-Staffel      |                    |
| -------------------------------------- | ----------------- | ----------------- | ----------------- | ----------------- | ------------------ | ------------------ |
| Olympische Winterspiele 2022 \| Peking | 22.               | 19.               | –                 | 23.               | 4.                 | 5.                 |

### Weltmeisterschaften
|                                      | Einzelwettbewerbe | Einzelwettbewerbe | Einzelwettbewerbe | Einzelwettbewerbe | Staffelwettbewerbe | Staffelwettbewerbe | Staffelwettbewerbe |
| Einzel                               | Sprint            | Verfolgung        | Massenstart       | Männerstaffel     | Mixed-Staffel      | S.-M.-Staffel      |                    |
| ------------------------------------ | ----------------- | ----------------- | ----------------- | ----------------- | ------------------ | ------------------ | ------------------ |
| Weltmeisterschaften 2019 Östersund   | –                 | 12.               | 21.               | 15.               | –                  | –                  | –                  |
| Weltmeisterschaften 2020 Antholz     | 47.               | –                 | –                 | –                 | –                  | –                  | –                  |
| Weltmeisterschaften 2023 Oberhof     | 9.                | –                 | –                 | –                 | –                  | –                  | 6.                 |
| Weltmeisterschaften 2024 Nové Město  | –                 | 16.               | 21.               | 10.               | 4.                 | 5.                 | –                  |
| Weltmeisterschaften 2025 Lenzerheide | –                 | 18.               | 44.               | 16.               | 3.                 | 3.                 | –                  |

### Biathlon-Europameisterschaften
| Europameisterschaften | Europameisterschaften | Einzelwettbewerbe | Einzelwettbewerbe | Einzelwettbewerbe | Staffelwettbewerbe | Staffelwettbewerbe   |
| Jahr                  | Ort                   | Einzel            | Sprint            | Verfolgung        | Mixedstaffel       | Single-Mixed-Staffel |
| --------------------- | --------------------- | ----------------- | ----------------- | ----------------- | ------------------ | -------------------- |
| 2017                  | Duszniki-Zdrój        | 28.               | 7.                | 10.               | 6.                 | –                    |
| 2018                  | Ridnaun               | 73.               | 17.               | 24.               | –                  | –                    |
| 2021                  | Duszniki-Zdrój        | 11.               | 38.               | 32.               | 2.                 | –                    |
| 2023                  | Lenzerheide           | 5.                | 3.                | 5.                | –                  | –                    |

### Juniorenweltmeisterschaften
| Weltmeisterschaften | Weltmeisterschaften | Einzel | Sprint | Verfolgung | Staffel |
| Jahr                | Ort                 | Einzel | Sprint | Verfolgung | Staffel |
| ------------------- | ------------------- | ------ | ------ | ---------- | ------- |
| 2014                | Presque Isle        | 9.     | 7.     | 19.        | 1.      |

### IBU-Cup-Siege
| Datum             | Ort          | Disziplin  |
| ----------------- | ------------ | ---------- |
| 02. Dezember 2018 | Idre         | Verfolgung |
| 01. Dezember 2019 | Sjusjøen     | Verfolgung |
| 12. Januar 2020   | Osrblie      | Sprint     |
| 17. Januar 2021   | Arber        | Staffel    |
| 14. Februar 2021  | Osrblie      | Verfolgung |
| 18. Februar 2021  | Osrblie      | Staffel    |
| 20. Februar 2021  | Osrblie      | Sprint     |
| 12. März 2021     | Obertilliach | Sprint     |